# Morazzone (malarz)

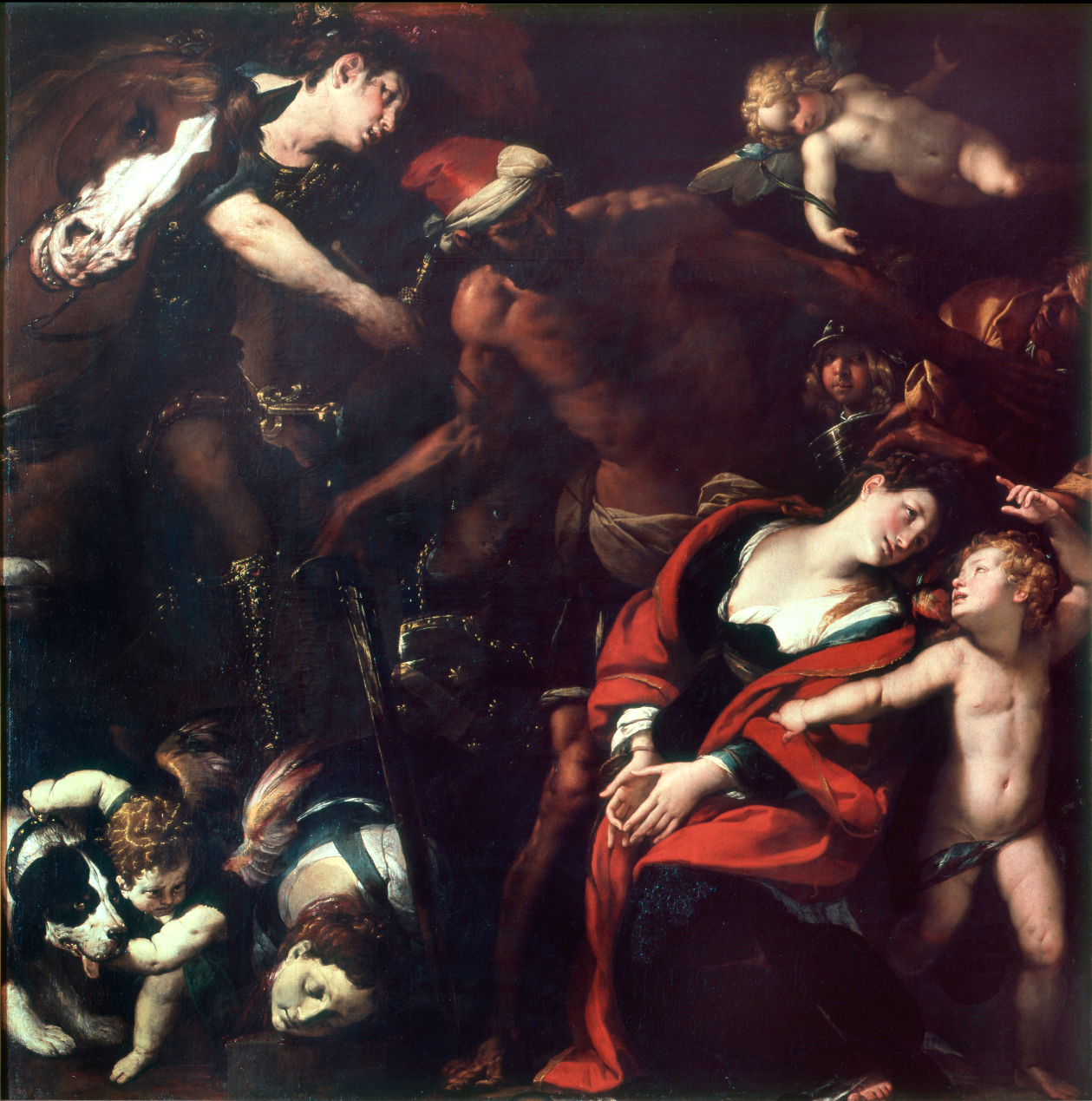
Morazzone, Cerano, Giulio Ceasare Procaccini, Męczeństwo świętych Rufiny i Sekundy (1622-1625)

Morazzone, właśc. Pier Francesco Mazzucchelli (ur. 20 lipca 1573 w Morazzone k. Varese, zm. w 1626 w Piacenza) – włoski malarz okresu późnego manieryzmu.
Kształcił się w Rzymie u Ventury Salimbeniego i Cavaliere d’Arpina. Jego dziełem są liczne freski i obrazy olejne w kościołach Rzymu i w miastach Lombardii (Mediolan, Varese, Arona, Como, Rho, Borgomanero, Piacenza). Pozostawał pod silnym wpływem Caravaggia.
Był współautorem (wraz z  Cerano (ok. 1575-1632) i Giulio Cesare Procaccinim (1574-1625))  najsłynniejszego obrazu lombardzkiego XVII w. – Męczeństwo świętych Rufiny i Sekundy, zw. Dziełem trzech rąk. Obraz powstał w l. 1622-1625 i przedstawia dwie rzymskie święte z III w., Rufinę i Sekundę, które pozostając wierne ślubom czystości zostały skazane na śmierć. Sekundzie ścięto głowę, a Rufina została zamęczona uderzeniami kija. Morazzone stworzył ogólny układ kompozycji ze światłem padającym na ciemnoskórego oprawcę (centralną figurę sceny, dzielącą ją na fragmenty namalowane przez poszczególnych malarzy) oraz aniołka w locie w prawym górnym rogu płótna.

## Dzieła
- Biczowanie Chrystusa – Madryt, Prado
- Madonna Różańcowa ze św. Dominikiem – Mediolan, Pinacoteca di Brera
- Perseusz i Andromeda – Florencja, Uffizi
- Św. Antoni z Dzieciątkiem Jezus – Drezno, Gemaeldegalerie
- Św. Franciszek – Mediolan, Pinacoteca di Brera
- Św. Jerzy – Vicenza, Museo Civico
- Walka Jakuba z aniołem – Mediolan, Museo Diocesano
- Wizja św. Grzegorza – St. Petersburg, Ermitaż